# Casa Solanell (Bagà)
La Casa Solanell és un edifici del municipi de Bagà (Berguedà) que forma part de l'Inventari del Patrimoni Arquitectònic de Catalunya.

## Descripció
És una casa entre mitgeres de baixos i tres plantes situada a la plaça major de Bagà a l'angle sud-est. La planta baixa és amb arcs apuntats formant un porxo a la plaça. La façana presenta obertures als tres pisos amb llindes de pedra; al primer hi ha dos escuts de la família Solanell de Foix esculpits a les llindes. Tot i que la casa fou construïda al segle xvii o començaments del següent. Fou reformada al segle xix i és coberta a dues aigües amb teula àrab.
Fou residència de la família de la que pren el nom, petits nobles baganesos hereus dels Foix. Els trobem documentats ja des del s. XV com a castlans i procuradors dels barons de Pinós. La branca secundària dels Foix residí a Bagà fins al s. XIX però els hereus s'estroncaren amb la família Solanell de Ripoll (1679).